# キュニスカ
キュニスカ（ギリシア語:Κυνίσκα, 紀元前440年頃 - ？）はスパルタ王アルキダモス2世の娘で、古代オリンピック最初の女性の優勝者。クニスカとも表記する。
古代オリンピックでは女性の参加は認められていなかったが、当時の戦車競走では戦車の御者ではなくその所有者（オーナー）が勝者となるルールがあったため、紀元前396年および紀元前392年の2度にわたって、自らが所有する戦車が勝利をあげたキュニスカは、古代オリンピックの数少ない女性の勝利者としてその名を残すこととなった。
プルタルコスによると、戦車競走における勝利は勝者のもつ技術ではなく富がもたらすものと考えていた兄弟のアゲシラオス（のちのスパルタ王）の勧めで、もしくはパウサニアスによるとオリンピックの優勝者になりたいという自らの野心から、キュニスカは競技に参加した。優勝を遂げると、彼女はオリンピアに大小2つの青銅像を建て、大きな像の台座には次のような碑文が刻まれていた、と伝えられている。
我が父、我が兄弟はスパルタの王なり

駿馬のひく戦車によって勝利せしキュニスカがこの像を建てるものなり

我は宣言する　我は全ヘラスにおいて

この栄冠を得た唯一人の女なり

## 註
1. ↑  ジュディス・スワドリング（穂積八洲雄訳）『古代オリンピック』日本放送出版協会、1994年、p. 58. ISBN 4140092343